# Championnats d'Afrique de gymnastique aérobic 2024
Navigation
Le Caire 2022
Les championnats d'Afrique de gymnastique aérobic 2024 se déroulent du 13 au 15 septembre 2024 au Caire, en Égypte. Les championnats comprennent des épreuves seniors et juniors,,.

## Médaillés
| Épreuve     | Or                                                               | Argent                                                                | Bronze                                                               |
| ----------- | ---------------------------------------------------------------- | --------------------------------------------------------------------- | -------------------------------------------------------------------- |
| Solo hommes | Basel Elzamek (EGY)                                              | Rodrigue Ahissou (BEN)                                                | Amine Allah Merdassi (TUN)                                           |
| Solo femmes | Hana Abdallah (EGY)                                              | Amira Laoubi (ALG)                                                    | Ichraf Besbes (TUN)                                                  |
| Duo mixte   | Égypte Toka Elbashary Omar Elmraghy                              | Tunisie Ichraf Besbes Amine Allah Merdassi                            | Bénin Germaine Kéké Dieudonné Kitty                                  |
| Trio mixte  | Égypte Youssef Mahmoud Omar Elmraghy Toka Elbashary              | Algérie Amira Laoubi Meya Hana Gadouche Fatima Yasmine Issad          | Tunisie Ichraf Besbes Syrine Abidi Maram Hammami                     |
| Équipes     | Égypte Youssef Mahmoud Hana Abdalla Omar Elmraghy Toka Elbashary | Tunisie Amine Allah Merdassi Ichraf Besbes Syrine Abidi Maram Hammami | Bénin Rodrigue Ahissou Germaine Kéké Dieudonné Kitty Junior Gbaguidi |

| Épreuve     | Or                                                                                               | Argent                                                           | Bronze                                             |
| ----------- | ------------------------------------------------------------------------------------------------ | ---------------------------------------------------------------- | -------------------------------------------------- |
| Solo hommes | Nayyer Ellaban (EGY)                                                                             | Precieux Ahouanmenou (BEN)                                       | Emmanuel Panassi (TOG)                             |
| Solo femmes | Haneen Aboelela (EGY)                                                                            | Aya Idir (ALG)                                                   | Imen Jemili (TUN)                                  |
| Duo mixte   | Égypte Nayyer Ellaban Goudy Ibrahim                                                              | Bénin Raissa Gbessinon Precieux Ahouanmenou                      | Non attribuée                                      |
| Trio mixte  | Égypte Judy Moursy Rokaya Fetiha Dima Abd Elmoteleb                                              | Algérie Rim Leila Allem Bouchra Si Bachir Aya Idir               | Tunisie Ghala Bouabidi Yasmine Lamloum Imen Jemili |
| Équipes     | Égypte Nayyer Ellaban Haneen Aboelela Goudy Ibrahim Judy Moursy Rokaya Fetiha Dima Abd Elmoteleb | Bénin Precieux Ahouanmenou Raissa Gbessinon Mahugnon Ganhounyedo | Non attribuée                                      |